# 1221. grenadirski polk (Wehrmacht)
1221. grenadirski polk (izvirno nemško 1221. Grenadier-Regiment; kratica 1221. GR) je bil pehotni polk Heera v času druge svetovne vojne.

## Zgodovina
Polk je bil ustanovljen 31. oktobra 1944 kot sestavni del 180. pehotne divizije; uničen je bil v Ruhrskem obroču.